# Щербаков, Пётр Иванович (Герой Социалистического Труда)
Пётр Иванович Щербаков (10 октября 1924 года, Верхняя Тойда, Бобровский уезд, Воронежская губерния, РСФСР — 12 июля 1996 года, совхоз «Масловский», Новоусманский район, Воронежская область, Российская Федерация) — советский зоотехник, животновод. Герой Социалистического Труда (1966).

## Биография
Родился 10 октября 1924 года в селе Верхняя Тойда, Бобровского уезда Воронежской губернии в крестьянской семье. 
С июня 1942 года призван в ряды Рабоче-Крестьянской Красной армии и направлен в действующую армию на фронт. Участник Великой Отечественной войны в составе 114-го гвардейского стрелкового полка 37-й гвардейской стрелковой дивизии — сапёр сапёрного взвода и помощник командира стрелкового взвода. За участие в войне был награждён орденом Отечественной войны 2-й степени, Красной Звезды  и Медалью «За отвагу».
В 1945 году был демобилизован из рядов Советской армии в звании гвардии лейтенанта. С 1945 по 1950 годы обучался в Московском зоотехническом институте коневодства. С 1950 года переехал на Ставропольский край и начал работать в должности  зоотехника-селекционера конного завода №168, основной деятельностью завода били поставки лошадей для нужд конных частей и соединений Советской армии. В 1952 году за отличие в труде был награждён Медалью «За трудовую доблесть». С 1955 по 1967 годы работал в должности — главного зоотехника совхоза «Масловский» Новоусманского района Воронежской области. 
22 марта 1966 года  Указом Президиума Верховного Совета СССР «за достигнутые успехи в развитии животноводства, увеличении производства мяса, молока, яиц, шерсти и другой продукции»  Пётр Иванович Щербаков был удостоен звания Героя Социалистического Труда с вручением Ордена Ленина и золотой медали «Серп и Молот».
С 1967 по 1969 год работал в должности инструктора отдела сельского хозяйства Воронежского областного комитета КПСС. С 1969 по 1986 год, в течение семнадцати лет, П. И. Щербаков занимал должность — главного зоотехника Управления сельского хозяйства Воронежской области. Помимо основной деятельности занимался и общественно-политической работой: был депутатом Новоусманского районного Совета депутатов трудящихся Воронежской области.
С 1986 года после выхода на пенсию проживал в селении совхоза Масловский Новоусманского района Воронежской области. 
Умер 12 июля 1996 года. 

## Награды
- Медаль «Серп и Молот» (22.03.1966)
- Орден Ленина (22.03.1966)
- Орден Отечественной войны 2-й степени (22.09.1943)
- Орден Красной Звезды ((22.02.1945)
- Медаль «За отвагу» (09.09.1943)
- Медаль «За трудовую доблесть» (17.07.1952)

## Память
- В 2015 году на главной площади районного центра Новая Усмань установлен бюст П. И. Щербакова.